# Нерак (округ)
Нерак (фр. Nérac) — округ (фр. Arrondissement) во Франции, один из округов в регионе Аквитания. Департамент округа — Ло и Гаронна. Супрефектура — Нерак.
Население округа на 2009 год составляло 39 099 человек. Плотность населения составляет 27,86 чел./км². Площадь округа составляет всего 1400 км².
Нерак (Nerac) — фамильное владение семейства д'Альбре, с которым связаны две Маргариты Наваррские. Первая Маргарита Наваррская, сестра Франциска I и бабка Генриха IV, была поэтессой, писала новеллы в духе Боккаччо, покровительствовала людям искусства и свободолюбивым гугенотам. В первой половине XVI века у неё в Нераке бывали Ронсар, Эразм Роттердамский и т. д. А вторая Маргарита Наваррская (королева Марго) жила здесь в 1578—1582 годах вместе с мужем Генрихом, собрав вокруг себя блестящий двор. Потом, обвиненная братом Генрихом III в распутстве, а мужем Генрихом IV — в политическом предательстве и бесплодии, поехала в ссылку в овернский замок Юссон. Сейчас от тех времен остался замок Альбер и мэрия (XV век), Дом конференций и фонтан «Флеретт» (XVI век). Церковь Сен-Николя датируется XVIII веком, она выстроена на том же месте, что и прежняя, поврежденная во время религиозных войн. В ближайшей деревне Барбаст (Barbaste) сохранились готический мост с арками и башнями и старинная крепость-мельница.